# Ekiel Raby
Ekiel Raby (auch Ekiel Rabinovitsch) (* 18. Oktober 1893 in Ljady, Russisches Kaiserreich; † im 20. Jahrhundert) war ein russischer Elfenbeinschnitzer.

## Leben
Ekiel Raby lebte in Paris. Der Elfenbeinschnitzer gehörte der von dem Éditeur d’art (Kunstverleger) Arthur Goldscheider in den frühen 1920er Jahren mit Vertretern des Art déco gegründeten Künstlergruppe L’Evolution an, deren Arbeiten Goldscheider 1925 auf der Pariser Exposition internationale des Arts Décoratifs et industriels modernes ausstellte. Raby erhielt für seine Elfenbeinexponate hier den Grand Prix (Großer Preis). Auf der Weltfachausstellung Paris 1937 stellte er seine Arbeiten im Pavillon der Société des Artistes Décorateurs aus.